# Suswal
Suswal (ukr. Сусваль) – wieś na Ukrainie, w obwodzie wołyńskim, w rejonie włodzimierskim. W 2001 roku liczyła 620 mieszkańców.
Do 1952 roku miejscowość nosiła nazwę Mohilno. W latach 1952–2016 wieś nazywała się Żowtnewe. W 2016 roku nadano nazwę Suswal na cześć urodzonego we wsi Petra Suswala, żołnierza ukraińskiego, który zmarł w 2014 roku z powodu ran odniesionych podczas walk o Sawur-Mohyłę.